# Браїлівська селищна рада
Браїлівська се́лищна ра́да — адміністративно-територіальна одиниця та орган місцевого самоврядування у Жмеринському районі Вінницької області. Адміністративний центр — селище міського типу Браїлів.

## Загальні відомості
Браїлівська селищна рада утворена в 1974 році.
- Територія ради: 7,54 км²
- Населення ради: 6 627 осіб (станом на 2001 рік)
- Територією ради протікає річка Рів

## Населені пункти
Селищній раді підпорядковані населені пункти:
- смт Браїлів
- с-ще Браїлів
- с-ще Володимирівка
- с. Сьомаки

## Склад ради
Рада складається з 30 депутатів та голови.
- Голова ради: Резидент Валерій Дмитрович
- Секретар ради: Волкотруб Валентина Володимирівна

### Керівний склад попередніх скликань
| Прізвище, ім'я, по батькові | Основні відомості                                                                            | Дата обрання | Дата звільнення |
| --------------------------- | -------------------------------------------------------------------------------------------- | ------------ | --------------- |
| Резедент Валерій Дмитрович  | Селищний голова, 1965 року народження, член Партії національно-економічного розвитку України | 26.03.2006   | 31.10.2010      |
| Резидент Валерій Дмитрович  | Селищний голова, 1965 року народження, освіта вища, член Народної партії                     | 31.10.2010   |                 |

Примітка: таблиця складена за даними сайту Верховної Ради України

### Депутати
За результатами місцевих виборів 2010 року депутатами ради стали:

#### За суб'єктами висування
| Суб'єкт висування           | Кількість обраних депутатів | %    |
| --------------------------- | --------------------------- | ---- |
| Комуністична партія України | 11                          | 36,7 |
| Самовисування               | 8                           | 26,7 |
| Партія регіонів             | 6                           | 20   |
| Народна партія              | 5                           | 16,7 |

#### За округами
| № округу                    | Прізвище, ім'я, по батькові         | Дата визнання обраним | Освіта             | Партійна приналежність                  | Відомості про обраного депутата                       |
| --------------------------- | ----------------------------------- | --------------------- | ------------------ | --------------------------------------- | ----------------------------------------------------- |
| Комуністична партія України |                                     |                       |                    |                                         |                                                       |
| 2                           | Сваричевський Ростислав Олексійович | 02.11.2010            | вища               | позапартійний                           | СВАТ «Браїлівське», заступник директора               |
| 5                           | Перешеєв Микола Сергійович          | 02.11.2010            | вища               | член Комуністичної партії України       | СВАТ «Браїлівське», керуючий відділком Козачівка      |
| 6                           | Березовський Володимир Віталійович  | 02.11.2010            | вища               | член Комуністичної партії України       | КП «Браїлів-Комунсервіс», головний бухгалтер          |
| 7                           | Бір'яновський Анатолій Васильович   | 02.11.2010            | середня спеціальна | член Комуністичної партії України       | СВАТ «Браїлівське», головний інженер                  |
| 9                           | Басиський Борис Іванович            | 02.11.2010            | середня            | позапартійний                           | пенсіонер                                             |
| 12                          | Войтюк Андрій Володимирович         | 02.11.2010            | вища               | член Комуністичної партії України       | Браїлівська селищна рада, керуючий справами виконкому |
| 16                          | Вигрівач Олександр Миколайович      | 02.11.2010            | середня спеціальна | член Комуністичної партії України       | ТОВ «Кристал», головний механік                       |
| 17                          | Печенюк Володимир Петрович          | 02.11.2010            | середня спеціальна | позапартійний                           | тимчасово не працює                                   |
| 18                          | Парков Леонтій Лукич                | 02.11.2010            | середня спеціальна | член Комуністичної партії України       | пенсіонер                                             |
| 21                          | Снельцер Сергій Антонович           | 02.11.2010            | вища               | член Комуністичної партії України       | ТОВ «Кристал», завідувач                              |
| 25                          | Карпенко Іван Юхимович              | 02.11.2010            | середня            | член Комуністичної партії України       | ТОВ «Кристал», водій                                  |
| Народна Партія              |                                     |                       |                    |                                         |                                                       |
| 11                          | Волкотруб Валентина Володимирівна   | 02.11.2010            | середня спеціальна | член Народної партії                    | Браїлівська селищна рада, секретар                    |
| 19                          | Слободенюк Олександр Іванович       | 02.11.2010            | середня спеціальна | позапартійний                           | ТОВ «Кристал», зав. майстернею                        |
| 26                          | Калмацуй Світлана Василівна         | 02.11.2010            | середня спеціальна | позапартійна                            | приватний підприємець                                 |
| 28                          | Вернигора Лариса Петрівна           | 02.11.2010            | середня            | позапартійна                            | дошкільний навчальний заклад с. Сьомаки, завідувачка  |
| 29                          | Карчевський Віталій Михайлович      | 02.11.2010            | вища               | член Народної партії                    | СВАТ «Браїлівське», керуючий відділом                 |
| Партія регіонів             |                                     |                       |                    |                                         |                                                       |
| 4                           | Порощук Юрій Олексійович            | 02.11.2010            | середня спеціальна | член Партії регіонів                    | Жмеринська дистанція сигналізації та зв'язку          |
| 8                           | Пастухов Анатолій Олексійович       | 02.11.2010            | середня спеціальна | позапартійний                           | тимчасово не працює                                   |
| 14                          | Бернацький Олександр Васильович     | 02.11.2010            | середня            | член Партії регіонів                    | приватний підприємець                                 |
| 15                          | Гнатенко Людмила Михайлівна         | 02.11.2010            | середня спеціальна | член Партії регіонів                    | Браїлівське ВПЗ, начальник                            |
| 27                          | Голдаковський Василь Миколайович    | 02.11.2010            | середня спеціальна | позапартійний                           | станція Браїлів, заступник                            |
| 30                          | Костюк Людмила Іванівна             | 02.11.2010            | вища               | член Партії регіонів                    | Сьомацька загальноосвітня школа I-III ст., директор   |
| Самовисування               |                                     |                       |                    |                                         |                                                       |
| 1                           | Ланова Алла Дмитрівна               | 02.11.2010            | вища               | позапартійна                            | будинок творчості, заступник директора                |
| 3                           | Філімонов Валерій Миколайович       | 02.11.2010            | вища               | член Політичної партії «Сильна Україна» | Браїлівська загальноосвітня школа I-III ст., вчитель  |
| 10                          | Качуляк Володимир Васильович        | 02.11.2010            | середня спеціальна | позапартійний                           | «Укртелеком», електромеханік                          |
| 13                          | Похолюк Надія Олександрівна         | 07.03.2012            | середня            | позапартійна                            | Браїлівська селищна рада, інспектор ВОС               |
| 20                          | Підосичний Василь Васильович        | 02.11.2010            | вища               | позапартійний                           | СВАТ «Браїлівське», головний агроном                  |
| 22                          | Олійник Віталій Юрійович            | 09.01.2011            | вища               | позапартійний                           | Обленерго, м. Вінниця, юрист                          |
| 23                          | Ірга Юрій Федорович                 | 02.11.2010            | середня спеціальна | позапартійний                           | ТОВ «Кристал», завідувач складу                       |
| 24                          | Блорін Юрій Ананійович              | 02.11.2010            | вища               | позапартійний                           | Жмеринська станція швидкої допомоги, лікар            |